# Ólafur Egilsson

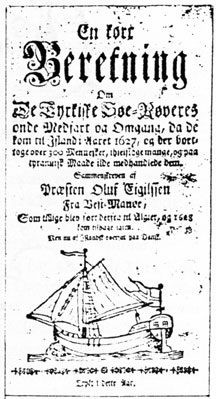
Titelseite des 1628 geschriebenen dänischsprachigen Buches von Ólafur Egilsson (danisiert Oluf Eigilssen) über seine Erlebnisse

Ólafur Egilsson (* 1564; † 1. März 1639) war ein isländischer evangelisch-lutherischer Pfarrer. Im Jahr 1627 wurde er zusammen mit seiner Frau und seinen beiden Söhnen von Berberpiraten bei einem Überfall auf die Siedlung Vestmannaeyjar entführt, die Familie wurde zusammen mit anderen Isländern nach Algier gebracht, wo sie getrennt wurden. Ólafur Egilsson konnte 1628 nach Vestmannaeyjar zurückkehren, während seine Frau Ásta Þorsteinsdóttir sich noch bis 1637 in Gefangenschaft befand. Seine beiden Söhne sah Ólafur Egilsson nie mehr wieder. Er verfasste später Memoiren über seine bewegte Lebensgeschichte, welche in Island und Dänemark veröffentlicht wurden. Es existiert auch eine englische Übersetzung. In seinen Beschreibungen stellt Ólafur Egilsson brutale Misshandlungen durch die Seeräuber dar und schildert den mediterranen Sklavenhandel in Algier. Die Schilderungen sind eine wichtige Quelle für die Geschichte der osmanischen Überfälle auf Island, welche in Island unter dem Namen Tyrkjaránið bis heute bekannt sind.